# عمارة الحداثة الجديدة

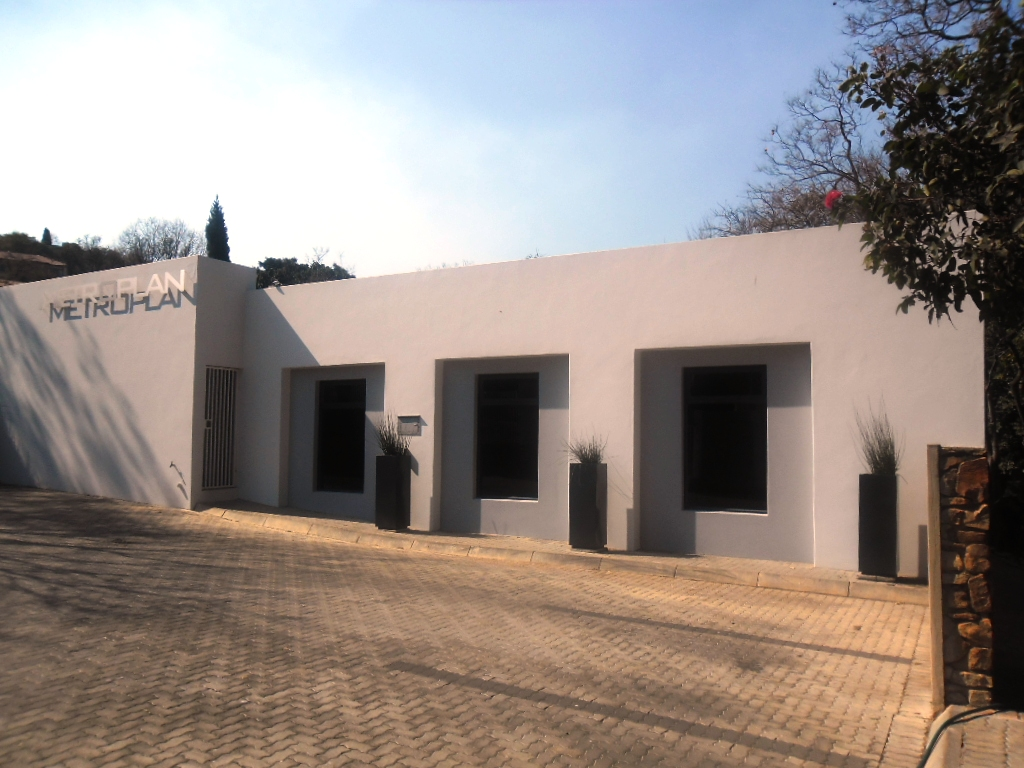
مبنى في بريتوريا - نموذج عن عمارة الحداثة الجديدة.

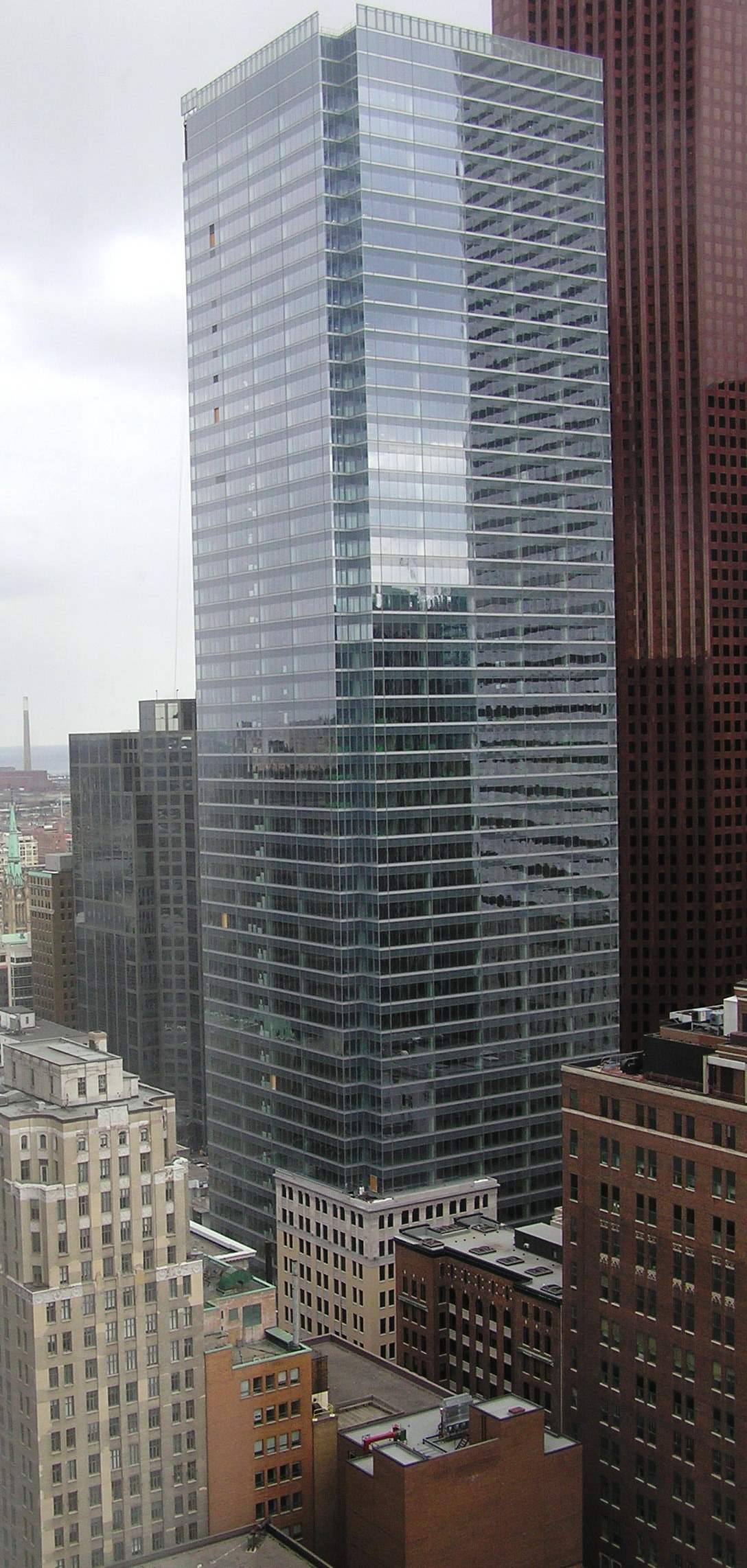
مركز "Bay Adelaide" تورنتو، كندا.

عمارة الحداثة الجديدة أو عمارة نيو موديرنية (بالإنجليزية: Neomodern architecture) هي طراز معماري نتج كرد فعل لتعقيد عمارة ما بعد الحداثة والعمارة الانتقائية، حيث تسعى لأكبر مستوى من البساطة. تأسست مجموعة الفنانين الموديرنيين في عام 1997 من قبل غي دينينغ.
تواصل العمارة النيو موديرنية الحداثة بوصفها الشكل السائد للعمارة في القرن العشرين والواحد والعشرين، وخاصة في تصميم مكاتب الشركات. كما يميل مصممو شرائح معينة من المباني إلى استخدام نظرياتها، بينما يميل مصممو البيوت السكنية إلى تبني الأساليب الجديدة التاريخية والانتقائية. لكن كلاهما رفض زخرفة ما بعد الحداثة، والزينة، والمحاولات المتعمدة لتقليد الماضي. المباني النيوموديرنية مثل تلك الحديثة، تم تصميمها لتكون وحدة متجانسة إلى حد كبير مع الوظيفية.